# Хакимия (медресе)
«Хакимия» — медресе, среднее учебное заведение, действовавшее при 4-й соборной мечети в г. Уфы.

## История
Медресе «Хакимия» было открыто в 1909 году при 4-й Уфимской соборной мечети.
Двухэтажное кирпичное здание медресе на 300 учащихся было построено в 1908 году на средства купца А. А. Хакимова, в честь которого оно и было названо.
Медресе «Хакимия» было подчинено Оренбургского магометанского духовного собрания и содержалось на частные пожертвования.
После 1917 года медресе «Хакимия» было закрыто.
Ныне здание медресе, которое находится по адресу улица Мустая Карима, д. 9, является памятником истории и архитектуры. В нём располагается один из учебных корпусов Российского исламского университета. В 2007 году было открыто женское медресе «Хакимия».

## Обучение
В медресе принимались лица мужского пола от 7—10 лет, которые окончили начальные и низшие классы медресе. Продолжительность обучения составляла 7—10 лет.
Программа обучения в медресе основывался на новометодной системе преподавания.
В образовательную программу медресе «Хакимия» вместе с богословскими дисциплинами входили арабский и русский языки, язык тюрки, история и философия ислама, фикх, география, история, математика и другие.
Среди выпускников медресе наиболее известны А. А. Мансуров, С. А. Кунакбаев.

### Преподаватели
- мударрис М. Фахретдинов (с 1909 года)
- Ф. К. Туйкин